# Pablo Serrano

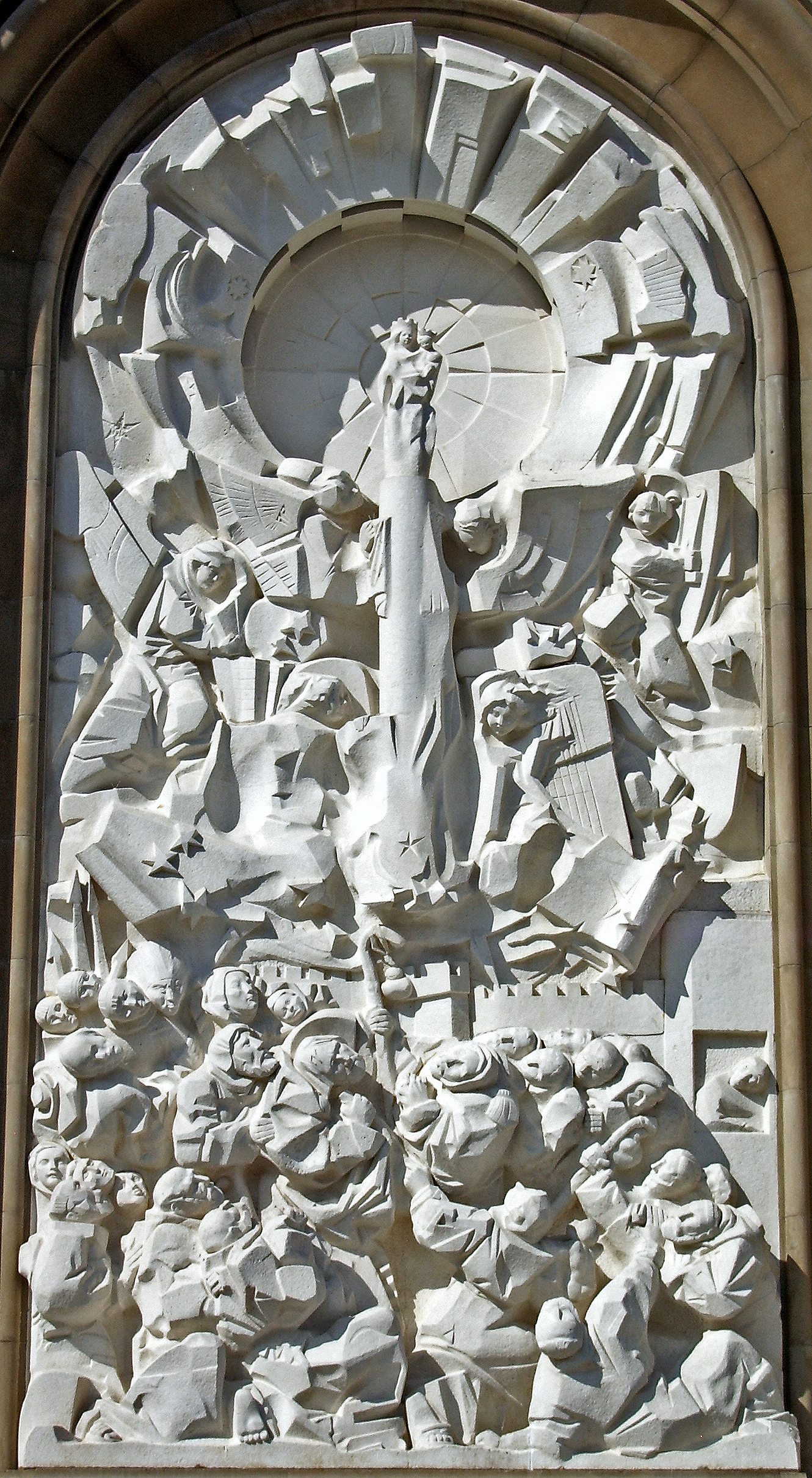
Venida de la Virgen, Saragossa, 1969

Pablo Serrano Aguilar – hiszpański rzeźbiarz. W 1982 otrzymał Nagrodę Księcia Asturii w dziedzinie sztuki. Członek Królewskiej Akademii Sztuk Pięknych św. Ferdynanda.